# Liga von Mayapán
Als Liga von Mayapán wird ein Bündnis mehrerer Maya-Städte unter der Oberhoheit der Stadt Mayapán während der postklassischen Periode bezeichnet. Die tatsächliche Existenz einer derartigen Allianz ist zweifelhaft. Sie wurde insbesondere von Alfred M. Tozzer auf Grund einer unkritischen Kombination von Aussagen der Chilam-Balam-Texte rekonstruiert. Die nachfolgende Darstellung beruht weitgehend auf dieser Rekonstruktion.

## Geschichte
Im 11. Jahrhundert wanderte das Volk der Itzá aus dem Gebiet des heutigen mexikanischen Bundesstaates Tabasco in das nördliche Tiefland der Halbinsel Yucatán, wo sie sich in der Stadt Chichén Itzá ansiedelten. Die Itzá verhalfen der Stadt zu einer Blütezeit, bis um das Jahr 1185 ein Krieg zwischen Chichén Itzá und der Stadt Izamal ausbrach, der von  Hunak Ke'el angezettelt wurde, dem Fürsten der Nachbarstadt Mayapán. Mit Hilfe der Canul („Wächtern“), Söldnern aus Zentralmexiko, gelang Hunak Ke'el die Eroberung beider Städte. Daraufhin verließ ein Großteil der Itzá das Gebiet und zog nach Petén.
Hunak Ke'el baute ein zentralistisches Staatswesen auf. Die folgenden Herrscher aus seiner Familie, die Cocom, unterwarfen noch weitere Städte im Umland und setzten die Canul ein, um jeden Aufstand niederschlagen zu können. Um das Risiko eines solchen Aufstandes zu minimieren, zwang man alle unterworfenen Fürsten an den Hof von Mayapán. Die Stadt Mayapán selbst wurde mit einer Stadtmauer umgeben, im Zentrum der Stadt errichtete man eine Kopie der Pyramide des Kukulcán in Chichén Itzá. Gleichzeitig waren die einzelnen Teile Mayapáns nach Rang besiedelt: Fürsten und Priester bewohnten das Stadtzentrum, während die Gemeinfreien am Stadtrand lebten.
Mitte des 15. Jahrhunderts kam es schließlich zu einer Revolte, die von Ah Xupan Xiu, dem Fürsten von Maní angeführt wurde. Den Rebellen gelang es, mit einer Ausnahme (dem Großvater von Nachi Cocom) das gesamte Herrscherhaus der Cocom im Handstreich zu töten, danach eroberten sie Mayapán und zerstörten die Stadt. Das entstehende Machtvakuum wurde in den folgenden Jahren von sechzehn rivalisierenden Kleinstaaten ausgefüllt, die zum Teil alte Feindschaften wieder aufleben ließen und zu einer Reihe von Kriegen führten. Diese Zeit der Kriege wurde erst nach den Eroberungszügen der Spanier im 16. und 17. Jahrhundert allmählich beendet.